# Tu Chia-lin
Tu Chia-lin (* 17. Oktober 1988) ist ein ehemaliger taiwanischer Leichtathlet, der sich auf den Sprint spezialisiert hat.

## Sportliche Laufbahn
Erste internationale Erfahrungen sammelte Tu Chia-lin im Jahr 2009, als er bei den Hallenasienspielen in Hanoi in 6,78 s den fünften Platz im 60-Meter-Lauf belegte. Anschließend schied er bei den Asienmeisterschaften in Guangzhou mit 10,80 s im Vorlauf über 100 Meter aus und gewann mit der taiwanischen 4-mal-100-Meter-Staffel in 39,57 s gemeinsam mit Liu Yuan-kai, Tsai Meng-lin und Yi Wei-chen die Bronzemedaille hinter den Teams aus Japan und der Volksrepublik China. Daraufhin belegte er bei den Ostasienspielen in Hongkong in 10,70 s den achten Platz im 100-Meter-Lauf und siegte in 39,31 s im Staffelbewerb. 2014 verpasste er bei den Hallenasienmeisterschaften in Hangzhou mit 6,90 s den Finaleinzug über 60 Meter und im Mai 2016 beendete er seine aktive sportliche Karriere im Alter von 27 Jahren.
2009 wurde Tu taiwanischer Meister im 100-Meter-Lauf.

## Persönliche Bestleistungen
- 100 Meter: 10,51 s (+1,3 m/s), 24. Juli 2009 in Taipeh
  - 60 Meter (Halle): 6,78 s, 31. Oktober 2009 in Hanoi